# Marc Ribot

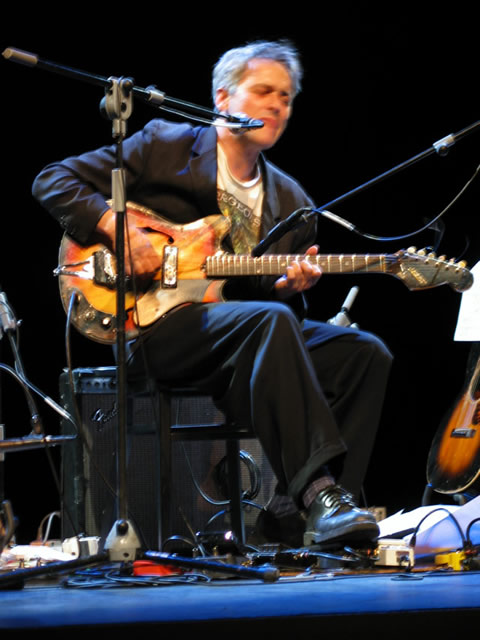
Marc Ribot in 2007

Marc Ribot (Newark, 21 mei 1954) is een Amerikaanse gitarist, die bekend is als de gitarist van Elvis Costello, Tom Waits en componist John Zorn.
Ribot heeft als sessiemuzikant met een groot aantal artiesten samengewerkt, onder wie Tom Waits, John Zorn, McCoy Tyner, David Sylvian, Jack McDuff, Wilson Pickett, The Lounge Lizards, Arto Lindsay, T-Bone Burnett, Medeski, Martin and Wood, Cibo Matto, Elysian Fields, Sam Phillips, Elvis Costello, David Poe, Allen Ginsberg, Foetus, Robert Plant & Alison Krauss, Susana Baca, Lyenn, The Black Keys, Howard Shore, het Lucien Dubuis Trio en Vinicio Capossela.

## Discografie

### Albums
- Rootless Cosmopolitans (1990)
- Requiem for What's His Name (1992)
- Marc Ribot Plays Solo Guitar Works of Frantz Casseus (1993)
- Shrek (1994)
- Subsonic 1: Sounds of a Distant Episode featuring music van Fred Frith en M. Ribot (1994)
- The Book of Heads (1995)
- Don't Blame Me (1995)
- Shoe String Symphonettes (1997)
- The Prosthetic Cubans (1998)
- Yo! I Killed Your God (1999)
- Muy Divertido! (2000)
- Saints (2001)
- Masada Anniversary Edition Vol. 1: Masada Guitars (2003) - solo's door Marc Ribot, Tim Sparks en Bill Frisell
- Scelsi Morning (2003)
- Soundtracks Volume 2 (2003)
- Spiritual Unity (2005)
- Asmodeus: Book of Angels Volume 7 (2007)
- Exercises in Futility (2008)
- Party Intellectuals (2008)
- Silent movies (2010)
- Songs of Resistance 1942 - 2018 (2018)
- Connection (2023)
- Map of a Blue City (2025)